# Charlie Capelle
Pour les articles homonymes, voir Capelle.
Charlie Capelle est un navigateur français né le 15 mars 1955 à Bouchain (Nord) en France. Il a participé à six éditions de la Route du Rhum entre 1998 et 2022 avec son trimaran jaune Acapella. Il est plusieurs fois vainqueur de la Drheam Cup en classe Multi 2000.

## Palmarès
- 1982 : vainqueur de la course La Rochelle-La Nouvelle-Orléans sur le trimaran classe IV Lejaby Rasurel

- 1998 : 2e de la Route du Rhum en Classe III Multicoques, sur Chaussettes

- 2006 : abandon dans la Route du Rhum - La Banque Postale en Classe III Multicoques pour cause de chavirage de Switch.fr

- 2010 : 5e de la Route du Rhum - La Banque Postale en catégorie Rhum, sur Acapella-Getraline/Sidaction, en 22 jours 13 heures, 27 minutes et 28 secondes ; 61e au classement général

- 2014 : 7e de la Route du Rhum - Destination Guadeloupe en catégorie Rhum, sur Acapella-Soreal, en 22 jours, 12 heures, 27 minutes et 24 secondes ; 53e au classement général

- 2016 : vainqueur de la 1re édition de la Drheam Cup en classe Multi 2000 ; 3e toutes classes[1]

- 2018 :
  - abandon dans la Route du Rhum - Destination Guadeloupe pour cause de panne généralisée de l'électronique sur Acapella - Soreal - Proludic
  - vainqueur de la 4e édition de la Drheam-Cup - Destination Cotentin en classe Multi 2000 (Drheam-cup 400) en équipage (+ 2 équipiers) sur Acapella[2] en 3 jours, 1 heure et 29 minutes[1]

- 2020 : vainqueur de la 3e édition de la Drheam Cup en classe Multi 2000 en temps compensé[1]

- 2022 : 4e de la 4e édition de la Drheam Cup en classe Multi 2000 sur Acapella - La Chaîne de l'Espoir[3]